# Umberto Nicoletti
Umberto Nicoletti (Corciano, 1864 – Rome, 1945) was een Italiaans componist en dirigent
Van Umberto Nicoletti is niet veel bekend. Hij voltooide zijn muziekstudie met het behalen van diploma's voor compositie en orkestdirectie. In de regio's Umbrië, Toscane, Marche en Emilia-Romagna dirigeerde hij verschillende banda's (harmonieorkesten), bijvoorbeeld als opvolger van Lelio Giappesi de L'Associazione Filarmonica di Corciano en de Società Filarmonica Comunale di Tolentino. Bij beide orkesten verbeterde hij het muzikale niveau en kon het aantal leden uitbreiden. Een bepaalde tijd was hij als dirigent ook werkzaam op Sicilië en om 1940 in Pistoia. 
Als componist schreef hij een aantal marsen voor banda (harmonieorkest).

## Composities

### Werken voor harmonieorkest
- 1927 Eterna Pace, treurmars
- 1928 Rimpianto, treurmars
- Al Polo Nord, marcia sinfoniche
- Ali d'Italia, mars
- Aosta, mars
- Augusta Perusia, mars
- Beata Vergine, processiemars
- Camerino, mars
- Desolazione, treurmars
- Giorno di Nozze, mars
- Giovanezza Italiana, mars, ook wel het "fascistisch volkslied" genoemd.
- Giulio Cesare, mars
- La Farnesina, mars
- La stella dei prati, mars  (opgedragen aan "Corpo Bandistico di Sona")
- Mater Amabilis, processiemars
- Mater Castissima, processiemars
- Oceano, mars
- Riposa in pace, treurmars
- Sulla tomba di Elvira
- Tarvisio, mars
- Venezia, mars
- Verde Umbria, mars
- Voce dell'Anima, mars